# Baetimyces ancorae
Baetimyces ancorae är en svampart som beskrevs av L.G. Valle & Santam. 2002. Baetimyces ancorae ingår i släktet Baetimyces och familjen Legeriomycetaceae.   Inga underarter finns listade i Catalogue of Life.